# Pirâmide de Djoser
A Pirâmide de Djoser, também chamada de Pirâmide de Sacará ou Pirâmide de Degraus, foi erguida para o sepultamento do Faraó Djoser por seu vizir, ou arquiteto real, Imhotep. Construída durante o século XXVII a.C. na necrópole de Sacará, a nordeste da cidade de Mênfis, é o edifício central de um grande complexo mortuário num amplo pátio cercado por estruturas elementos decorativos cerimoniais.
É considerada a primeira pirâmide a ser erguida do Egito, composta por seis mastabas (de dimensões decrescentes, de baixo para cima) construídas uma sobre a outra. Nota-se que o projeto original sofreu revisões e adaptações à medida que a construção evoluía. Originalmente, a pirâmide alcançava 62 m, com uma base de 109 m x 125 m, e era revestida por pedra calcária branca polida. A pirâmide de degraus é vista como a mais antiga construção monumental em pedra do mundo, embora o sítio vizinho de Gisr el-mudir talvez anteceda o complexo de Djoser.
Seu complexo interno é relativamente pequeno, comparado ao da Grande Pirâmide de Gizé, ou de Quéops.

## Restauro
Em 2006 começaram obras de reabilitação, uma vez que a pirâmide corria o risco de colapso. No entanto, em 2011, os eventos da Primavera Árabe forçaram as autoridades egípcias a suspender o trabalho que não foi retomado até ao final de 2013. A restauração da pirâmide de Djoser incluiu a substituição das lacunas nas suas paredes por blocos semelhantes aos originais. A câmara funerária e o sarcófago do faraó, bem como os estreitos corredores internos da pirâmide, também foram reformados. A restauração custou quase 6,6 milhões de dólares (equivalente a 5,83 milhões de euros) e foi aberta ao público em 2020.